# 临县中央后委机关旧址
临县中央后委机关旧址，位于山西省吕梁市临县三交镇双塔村，是一处中华人民共和国全国重点文物保护单位，近现代重要史迹及代表性建筑类，年代为1947～1948年。

## 保护
2016年6月6日，中央后委机关旧址公布为第五批山西省文物保护单位，编号5-144。2019年10月7日，临县中央后委机关旧址公布为第八批，编号8-0536-5-020，近现代重要史迹及代表性建筑，年代为1940～1949年。